# Valderøya
Valderøya (ou Valderøy) est une île au large de la côte ouest de la Norvège. Elle fait partie de la municipalité de Giske dans le comté de Møre et Romsdal. C'est une île de l'archipel de Nordøyane.

## Description
L’île est reliée à la ville d’Ålesund au sud par le tunnel de Valderøy jusqu’à l’île d’Ellingsøya, puis par le tunnel d'Ellingsøy jusqu’à Ålesund. Valderøya est également reliée à l’île de Vigra au nord par un pont court. Elle est également reliée à l’île de Giske à l’ouest par le pont de Giske.
L’île est d’une superficie de 6,5 kilomètres carrés et comptait 4 153 résidents en 2017.
L’administration municipale, un chirurgien-dentiste et un centre de services de santé pour enfants se trouvent dans la mairie de Valderhaugstrand, un village du sud de l’île. Nordstrand et Øksnes sont deux autres petits villages sur le côté nord-est de l’île. Sur le côté sud-ouest se trouvent Skjong et Ytterland. Il y a aussi une école primaire, une école secondaire inférieure et l’église Valderøy sur Valderhaugstrand. L’île abrite une industrie de transformation du poisson et de nombreuses personnes qui travaillent à Ålesund y habitent. L’équipe sportive locale est IL Valder. Le journal Øy-Blikk est publié sur Valderøya depuis 1985.

## Histoire
L'île de Valderøya possède l'un des plus anciens bateau-tombe de Scandinavie datant entre 87 et 534.